# Mostela de llom ratllat
La mostela de llom ratllat (Mustela strigidorsa) és un dels mamífers més enigmàtics de la regió oriental nord-oriental, malgrat la seva distribució, que s'estén del Nepal fins al Vietnam i el centre de Laos, passant per l'Índia nord-oriental i la Xina meridional. Viu a una altitud d'entre 1.000 i 2.500 m.